# АСПАК
АСПАК (ASPAC от фр. Association sportive du port autonome de Cotonou) — бенинский футбольный клуб из Котону. Выступает в чемпионате Бенина. Домашние матчи проводит на стадионе «Стад де Л’Амитие а Котону», вмещающем 5 000 зрителей.
Все успехи пришли к команде в конце 2000-х годов. В 2008 году АСПАК завоевал Кубок страны. После долгих проволочек со стороны Федерации футбола Кубок был разыгран только 15 марта следующего 2009 года. В финале, состоявшемся на столичном стадионе «Рене Плевен», АСПАК обыграл клуб «Дадже» со счётом 1-0. Единственный мяч забил Сакибу Аруна на 26 минуте.
В 2010 году клуб впервые стал чемпионом Бенина.

## Достижения
- ♙Чемпионат Бенина: 2  2010,2012
- Кубок Бенина: 1

2008